# Paropsisterna selmani
Paropsisterna selmani es una especie de escarabajo del género Paropsisterna, familia Chrysomelidae. Fue descrita científicamente por Reid & de Little en 2013.
Habita en Australia, Reino Unido, Irlanda y los Estados Unidos.

## Descripción
Atrajo la atención científica por primera vez en 2007 cuando se encontraron escarabajos atacando especies de Eucalyptus cultivadas en el condado de Kerry, Irlanda, y en 2012 se fotografió a un solo adulto en un jardín en Londres. Se descubrió que estos eran idénticos a una especie de plaga en las plantaciones de Eucalyptus nitens en Tasmania, que había sido identificada tentativamente como Paropsisterna gloriosa por el entomólogo Brian Selman de la Universidad de Newcastle upon Tyne. Estudios posteriores mostraron que, de hecho, era una nueva especie, que recibió su nombre en honor a Selman (quien murió en 2009). Paropsisterna es un género grande de más de 120 especies que se distinguen por patrones de color, que normalmente se pierden en los especímenes preservados.
Cuando se describió científicamente por primera vez, Paropsisterna selmani ya era una plaga tanto en Tasmania como en Irlanda, causando una defoliación significativa, y también en Surrey en 2015.
Paropsisterna selmani es un escarabajo elíptico de hasta 9 mm de largo, de color naranja a marrón, generalmente con un anillo amarillento de marcas hacia la punta de los élitros. Las larvas son crisomélidas típicas, generalmente de color marrón anaranjado. Se alimenta exclusivamente de especies de eucaliptos, preferentemente de especies de eucaliptos del subgénero Symphyomyrtus, y particularmente del árbol de plantación E. nitens.